# Knema mixta
Espèce
Statut de conservation UICN

 VU  : Vulnérable
Knema mixta est une espèce de plantes  du genre Knema de la famille des Myristicaceae.